# Hepatotoxicita
Hepatotoxicita (z toxicity jater) znamená chemicky způsobené poškození jater. Játra hrají klíčovou roli v přeměně a čištění chemických látek (detoxikace) a jsou náchylná k toxicitě způsobené těmito látkami. Játra mohou být poškozena předávkováním některých léčivých látek a v některých případech mohou léky způsobit poškození i při správném dávkování. Poškození jater mohou způsobit i jiné chemické látky, například ty používané v laboratořích a průmyslu, přírodní chemické látky (například mikrocystiny) či bylinné preparáty. Chemické látky, které způsobují poškození jater se nazývají hepatotoxiny.
Podíl na poškození jater byl prokázán u více než 900 léků a jedná se o nejčastější důvod proč je lék stažen z trhu. Chemikálie často působí subklinické poškození jater, které se projevuje pouze abnormálními testy jaterních enzymů. Léky indukované poškození jater je zodpovědné za 5 % všech hospitalizací a 50 % všech akutních jaterních selhání.
Hepatotoxické mohou být ale i rostlinné přípravky.